# El choque urbano
El choque urbano es un grupo de percusión teatral argentino formado en 2001. En sus presentaciones utilizan instrumentos no convencionales como barriles, latas, botellas y palos.

## Historia
El choque urbano fue formado en 2001 por los hermanos Santiago y Manuel Ablín.  Inspirados por los ingleses Stomp y el grupo israelísta Mayumaná, formaron una compañía de siete personas con la idea de interpretar música con objetos cotidianos. Ese mismo año lanzaron su primer espectáculo, Fabricando sonidos, ambientado en una fábrica.
Luego vinieron los shows La nave (2009) y Baila! (2012) que fueron incorporando elementos más paisanos que los emparientan con agrupaciones como los estadounidenses Blue Man Group.

## Espectáculos
- Fabricando sonidos (2001)[2]
- La nave (2008)[4]
- Baila! (2011)[2]